# Llista de primers ministres de Somàlia
Llista de primers ministres de Somàlia (dates en italica indiquen que va seguir en el càrrec de fet):
| Mandat Italià a Somàlia                        |                                      |                 |                                                    |  |  |
| 1 de juliol de 1949-1 de juliol de 1960        | Abdullahi Issa                       | LJS\|           |                                                    |  |  |
| Republica de Somàlia                           |                                      |                 |                                                    |  |  |
| 1 de juliol de 1960–12 de juliol de 1960       | Muhammad Haji Ibrahim Egal           |                 |                                                    |  |  |
| 12 de juliol de 1960-14 de juny de 1964        | Abdirashid Ali Shermarke             | LJS             |                                                    |  |  |
| 14 de juny de 1964-15 de juliol de 1967        | Abdirizak Haji Hussein               | LJS             | en funcions fins al 27 de setembre de 1964         |  |  |
| 15 de juliol de 1967-21 d'octubre de 1969      | Muhammad Haji Ibrahim Egal           | LJS             |                                                    |  |  |
| República Democràtica de Somàlia               |                                      |                 |                                                    |  |  |
| 21 d'octubre de 1969–1 de novembre 1969        | Muhammad Haji Ibrahim Egal           | LJS             |                                                    |  |  |
| 1 de novembre de 1969–1 de febrer de 1987      | càrrec suprimit                      | càrrec suprimit | càrrec suprimit                                    |  |  |
| 1 de febrer de 1987-3 de setembre de 1990      | Mohamed Ali Samatar                  | PSRS            |                                                    |  |  |
| 3 de setembre de 1990-24 de gener de 1991      | Muhammad Hawadle Madar               | PSRS            |                                                    |  |  |
| 24 de gener de 1991-21 de juliol de 1991       | Umar Arteh Ghalib                    | CSU\|           |                                                    |  |  |
| República de Somàlia                           |                                      |                 |                                                    |  |  |
| 21 de juliol de 1991-3 de gener de 1997        | Umar Arteh Ghalib                    | CSU             |                                                    |  |  |
| 3 de gener de 1997-8 d'octubre de 2000         | càrrec vacant                        | càrrec vacant   | càrrec vacant                                      |  |  |
| 8 d'octubre del 2000-28 d'octubre del 2001     | Ali Khalif Galaydh                   | GNT             | a l'exili a Djibouti fins al 14 d'octubre del 2000 |  |  |
| 28 d'octubre del 2001-12 de novembre del 2001  | Osman Jama Ali                       | GNT             |                                                    |  |  |
| 12 de novembre del 2001-8 de desembre del 2003 | Hassan Abshir Farah                  | GNT             |                                                    |  |  |
| 8 de desembre del 2003-3 de novembre del 2004  | Muhammad Abdi Yusuf                  | GNT             |                                                    |  |  |
| 3 de novembre del 2004–29 d'octubre del 2007   | Ali Muhammad Ghedi                   | GFT             | in Nairobi, Kenya, until 2006                      |  |  |
| 29 d'octubre del 2007-24 de novembre del 2007  | Salim Aliyow Ibrow                   | GFT             |                                                    |  |  |
| 24 de novembre del 2007-14 de febrer del 2009  | Nur Hassan Hussein                   | GFT             |                                                    |  |  |
| 14 de febrer del 2009-21 de setembre del 2010  | Omar Abdirashid Ali Sharmarke        | GFT             |                                                    |  |  |
| 21 de setembre del 2010-31 d'octubre del 2010  | Abdiwahid Elmi Gonjeh (Interinament) | GFT             |                                                    |  |  |
| 31 d'octubre del 2010-2011                     | Mohamed Abdullahi Mohamed            | GFT             |                                                    |  |  |

## Acrònims dels partits
- LNS - Lliga Nacional Somali
- PSRS - Partit Socialista Revolucionari Somali
- LJS - Lliga de la Joventut Somali
- USC - Congrés de la Somàlia Unificada
- TNG - Govern Nacional de Transició
- TFG - Govern Federal de Transició